# ألفت عمر
ألفت عمر (15 أكتوبر 1973 -)، ممثلة مصرية.

## عن حياتها
تخرجت من كلية الحقوق بأحدى الجامعات، وتتجه إلى التمثيل وكان من أول أدوارها في مسلسل نسر الشرق عام 1997.

## أعمالها

### مسلسلات
| - أستاذ ورئيس قسم: 2015 - (عزيزة) - أريد رجلا (ج2): 2015 - أهل الهوى: 2013 - على كف عفريت: 2012 - عمر: 2012 - (عاتكة بنت زيد) - احنا الطلبة: 2011 - (سهام) - نعم مازلت آنسة: 2010 - بابا نور: 2010 - إختفاء سعيد مهران: 2010 - (ميرفت) - هدوء نسبي: 2009 - (منى) - راجل وست ستات (ج5): 2009 - سيت كوم - الوديعة والذئاب: 2009 - (قدرية) | - الأشرار: 2009 - (رجاء) - أنا قلبي دليلي: 2009 - (نوال) - رأسين في الحلال: 2008 - سيت كوم - كوافير أشواق: 2008 - سيت كوم - بنت من الزمن ده: 2008 - (شمة) - ناصر: 2008 - قلب ميت: 2008 - (هبة) - العمدة هانم: 2008 - (شربات) - امرأة فوق العادة: 2007 - قضية رأي عام: 2007 - (سميحة) - اخر الخط: 2007 - (ايناس) | - الملك فاروق: 2007 - (عايدة هانم) - عسكر وحرامية: 2007 - حمد الله على السلامة: 2007 - السندريلا: 2006 - (منى قطان) - أولاد الشوارع: 2006 - حارة العوانس: 2006 - قلب الدنيا: 2006 - دعوة فرح: 2006 - (هدى أبو العينين) - العندليب حكاية شعب: 2006 - (منيرة زوجة محمد أخو عبد الحليم) - ولم تنس أنها امرأة: 2006 - على يا ويكا: 2006 | - سارة: 2005 - (ليلي) - عواصف النساء: 2005 - بنت من شبرا: 2004 - ملح الأرض: 2004 - السيف الوردي: 2004 - (الفت) - مصر الجديدة: 2004 - (سيزا النبراوي) - المرأة في الإسلام: 2003 - انظر حولك وابتسم: 2002 - زمن عماد الدين: 2002 - (وداد) - بيت الزعفراني: 2000 - نسر الشرق (ج1): 1999 |

### الأفلام
| - عمر: 2013 - (عاتكة بنت زيد) - ليلى: 2011 - أدرينالين: 2009 - (د.نبيلة) - كلام في الحب: 2006 - (فتاة في المطعم) | - حريم كريم: 2005 - (صافى) - خالي من الكوليسترول: 2005 - إسكندرية نيويورك: 2004 - رجل في زمن العولمة: 2001 |

### أخرى
- حلم ليلة صيف: 2015 - مسرحية
- اللى خايف يروح: 2013 - مسرحية
- اخر المطاف: 2010 - مسرحية
- ايزيدورا عذراء النيل: 2006 فيلم قصير- (ايزيدورا)
- فوازير تياترو: 1998 - فوازير
- جلسة على نية: -سهرة تليفزيونية

## روابط خارجية
- ألفت عمر على موقع الدهليز
- ألفت عمر على موقع قاعدة بيانات الأفلام العربية